# 位元層級平行
位元層級平行（英語：Bit-level parallelism，縮寫為BLP，又譯為位級並行） ，一種平行計算的模式，可以增加處理器每次處理的字組（word）大小。從1970年代至1986年之間，以超大型積體電路（VLSI）發展出的電腦晶片製造技術，利用位元層級平行的技術，使處理器的速度增加。
當處理器需要執行的指令，超過字組大小時，指令需要被拆成數次來存取；增加字組大小，減少了處理器需要執行的指令數量，從而增加了運算效率。